# Palais de justice de Narbonne
 (février 2023).
 (décembre 2018).
Si vous disposez d'ouvrages ou d'articles de référence ou si vous connaissez des sites web de qualité traitant du thème abordé ici, merci de compléter l'article en donnant les références utiles à sa vérifiabilité et en les liant à la section « Notes et références ».

Le palais de justice de Narbonne est un bâtiment d’architecture moderne a été conçu par l’architecte Frédéric Borel pour un projet lancé en 1997 qui aboutira à une inauguration le 13 juin 2008. Le bâtiment de 4 700 m2 se veut être le reflet d’une justice plus attentive et justiciable[incompréhensible]. Il accueille aujourd’hui[Quand ?] en son sein le Tribunal d’instance, le tribunal de grande instance et le tribunal de commerce. il est situé au 19 boulevard Général de Gaulle dans la commune de Narbonne, dans l’Aude

## Historique
Le palais de justice de Narbonne fut construit au départ dans un souci de remplacer l'ancien bâtiment historique, devenu avec le temps d’une vétusté certaine et beaucoup trop exigu pour accueillir au mieux tous les individus. 
 (octobre 2023).
Le projet de construction de ce nouveau palais de justice a été lancé en 1997 dans un esprit de sérénité, et de stabilité, ouvert aux dialogues et aux débats mais qui rentre également dans une volonté de donner de la valeur, ainsi qu’une place importante à la justice dans la vie sociale et politique de la ville de Narbonne.
Au niveau architectural, l’édifice a été pensé de façon qu’il sorte du cadre traditionnel des palais de justices, sans colonnes, ni frontons. Il y a un souhait manifeste d’obtenir un bâtiment plus doux et moderne.
Plusieurs architectes vont se pencher sur ce lauréat. Parmi eux, l’architecte Frédéric Borel. Il va démarrer l’étude du projet en 1999. Son souhait premier est que le bâtiment viennent s'intégrer parfaitement dans l’espace exiguë de la parcelle mais également qu’il soit un édifice pratique pour la circulation.
Frédéric Borel va marquer de son empreinte une œuvre originale et novatrice pour son siècle, et donc obtenir et signer le lauréat du projet.
Dans les années 2000, le ministère de la justice engage officiellement la construction du nouveau palais de justice de Narbonne. Cet édifice sera bâti sur une ancienne station œnologique, et va accueillir de futur tribunal d’instance et le tribunal de grande instance.
Ce nouveau bâtiment se situera boulevard du Général-de-Gaulle, et le coût des travaux s'élèvera à 21 319 080 euros. Plusieurs bureaux d'études vont être engagés, tel que Mazet (économique), Q.T.C.E, Jean-Paul Lamoureux (acoustique). Mais également des collaborateurs avec Joakim Larsson (le chef de projet); Marc Younan, Kenta Yokoo, et Massimo Mattiusi. L’entreprise générale engagée est SOGEA SUD.
Cependant la construction sera suspendue et retardée avec la découverte du bastion St-François en septembre 2000 sur le terrain de construction, à cause d’intempéries, puis par la suite en vue d’une procédure de redressement judiciaire et de la cession du marché entre deux entreprises.
Tout reviendra en ordre et la construction du nouveau palais de justice sera achevée en 2005. Son inauguration se déroulera le 13 juin 2008 en présence de Madame Rachida Dati, Garde des Sceaux, Ministre de la justice qui fera le déplacement pour faire un discours, féliciter tous les membres fondateurs de ce bâtiment novateur et porteur d’exemple pour tous les projets d'avenir.

## Tribunal de grande instance

### Compétences
Le tribunal de grande instance de Narbonne est l'un des pôles de l'instruction en France, il centralise un tribunal pour enfant, un tribunal de commerce, ainsi qu’une chambre correctionnelle dont l’activité s’accroit d’année en année.
Durant l’année 2017, le tribunal de grande instance de Narbonne a rendu pas moins de 2 500 jugements civils, puis 1 200 jugements pour les affaires familiales et notamment autant de jugements rendus par le tribunal correctionnel. Néanmoins, la grande activité du tribunal de grande instance de Narbonne reste son action dans le domaine pénal, liée à de nombreuses affaires judiciaires se déployant sur le territoire de l’Aude.

### Organisation
Les magistrats du tribunal de grande instance de Narbonne se nomme pour le président M. Jean-Philippe Lejeune, et quant au substitut du procureur de la république il s’agit de Mme Marie-Agnès Joly. Pour le tribunal d’instance la présidente se nomme M. Jean-Philippe Lejeune. Ensuite, au siège de juge d’instruction se trouve M. Max Gazan, puis au poste de juge des enfants officie Mme Armelle Adam et Mme Nadège Larochette. Pour le poste de vice-président chargé des fonctions de juge des libertés et des détentions se trouve M. Frédéric Ebel, et comme vice-présidente chargée de l’application des peines siège Mme Aurélie Fontaine. Enfin, comme vice-président du tribunal de grande instance de Narbonne officie Mr Antonio Fulleda.

## Tribunal d'instance

### Compétences
Il y a certains domaines dans lesquels la compétence du tribunal d’instance ne dépend pas de la somme demandée lors du litige. Par exemple le tribunal d’instance est compétent dans la résolution des litiges entre un propriétaire et un locataire, notamment pour le paiement du loyer ou la résiliation d'un bail, ou pour les contestations de frais des funérailles, ou des frais scolaires et d'internat, pour les différends concernant les haies mitoyennes ou les arbres, ou concernant un bornage entre deux propriétés, les contestations lors d'élections politiques ou professionnelles, ou encore tous les problèmes liés aux crédits à la consommation sans excéder 75 000 €. C’est également lui qui est chargé d'examiner les demandes d'émancipation pour tous les jeunes âgés de 16 à 18 ans. Le tribunal d’instance va également accorder un régime de protection pour un mineur ou un majeur qui aurait besoin d'être assisté dans les actes de la vie courante.
Un directeur des services de greffe judiciaires du tribunal judiciaire examine et décide de l'enregistrement des déclarations d'acquisition de la nationalité française (hors cas de mariage). C’est lui qui délivre le certificat de nationalité française à la personne concernée.

### Organisation
En 2003, Mme Colette Dechaux, épouse Ortiz était vice-présidente chargée du service du tribunal d'instance de Narbonne. En 2006, M. Philippe Asnard assurait cette fonction, avant d’être remplacé en 2012 par M. Joël Cathala. En 2015, M. Jean-Hugues Desfontaine était le vice-président du tribunal d’instance de Narbonne avant d’être remplacé en 2016 par Mme Vanessa Ribottet, qui assure depuis cette fonction.
Mme Marie-Hélène Mouls a été nommé le 20 mars 2012, en tant que greffière du 1er grade (régisseuse suppléante du tribunal d'instance de Narbonne), et Mme Garcia (Gislaine) qui a été nommé comme seconde greffière le 4 mars 2009. En 1996, Mme Roger (Brigitte), épouse Saez a été nommé en tant qu’adjoint administratif.

### Fonctionnement
Le rôle de Tribunal d’instance va être de régler une majorité des litiges entre particuliers. Le tribunal est compétent pour les litiges dont la demande est supérieure à 4000 euros, mais inférieur à 1000 euros. Depuis le 1ier janvier 2017, le tribunal d’instance est également compétent pour les affaires dont le montant est inférieur à 4000€, puisqu’il y a plus de juridiction de proximité.